# Lektoratskooperation
Lektoratskooperation bezeichnet die Zusammenarbeit zwischen dem Deutschen Bibliotheksverband, dem Berufsverband Information Bibliothek und der ekz.bibliotheksservice GmbH. Diese Kooperation besteht seit 1976. Die Hauptaufgabe der Lektoratskooperation besteht darin, öffentliche Bibliotheken in Deutschland beim Bestandsaufbau zu unterstützen. Dazu werden die Neuerscheinungen aus dem Buch- und Medienangebot, wie beispielsweise Bücher, CD-ROMs, Nonbook-Medien etc., gesichtet.

## Aufgaben der Träger

### ekz.bibliotheksservice GmbH (ekz)
Die ekz besitzt u. a. ein eigenes Lektorat, in dem die gesamte Marktsichtung der schönen Literatur und der Kinder- und Jugendliteratur übernommen wird. Im Rahmen der Lektoratskooperation werden die anderen Medien gesichtet und an die entsprechenden Lektoren und Rezensenten verschickt. 
Vor der Veröffentlichung in den Lektoratsdiensten werden die von den Lektoren und Rezensenten geschickten Texte von der ekz bearbeitet.

### Berufsverband Information Bibliothek e. V. (BIB)
Der Berufsverband Information Bibliothek e. V. vermittelt in Abstimmung mit der ekz Rezensenten für bestimmte Fachgebiete. Derzeit betreut er rund 230 Rezensenten.

### Deutscher Bibliotheksverband (DBV)
Der DBV ist zurzeit mit circa 76 Lektorien aus 56 Bibliotheken und bibliothekarischen Einrichtungen an der Lektoratskooperation beteiligt. 
Ist eine öffentliche Bibliothek an der Lektoratskooperation beteiligt, dann werden verbindlich ein oder mehrere Bibliothekare als Lektor arbeiten. Dazu gehört die Sichtung des Buchmarktes von einem bestimmten Sachgebiet in Absprache mit dem ekz-Lektorat. Die Lektoren melden zum einen Titel an die ekz, zum anderen verfassen sie Begutachtungen für von der ekz zugeschickte Titel.

## Funktionsweise
1. Anhand von Verlagsanzeigen und Unterlagen der Deutschen Nationalbibliothek wählen die Lektoren Titel aus.
2. Über die ekz werden Rezensionsstücke von den Verlagen angefordert.
3. Die Rezensionsstücke werden an die entsprechenden Lektoren und Rezensenten verteilt.
4. Die ekz übernimmt die Katalogisierung, Systematisierung und den Versand der Rezensionsstücke.
5. Die Lektoren und Rezensenten verfassen Begutachtungen und schicken diese an die ekz.
6. Die Texte werden vor der Veröffentlichung vom ekz-Lektorat überarbeitet.
7. In den Lektoratsdiensten veröffentlicht die ekz die Texte.[5]